# Детская железная дорога в Будапеште
Детская железная дорога в Будапеште (венг. Gyermekvasút) — узкоколейная железная дорога в Будапеште, знакомящая детей с железнодорожными специальностями. От дня открытия до 1990 года называлась пионерская железная дорога — венг. úttörővasút, это венгерское существительное с пометкой «история» входило в академический «Венгерский толковый словарь» и в 2004 году. Ширина колеи — 760 мм. Дорога была построена венгерской молодёжью в 1948—1950 годах, открытие состоялось 31 июля 1948 года в 10.00, причём дорога продлевалась по 2-3 километра частями в течение 2-3 лет, и в итоге стала одной из самых длинных детских железных дорог в мире. Всего на дороге 9 станций, причём к одной из конечных подходит трамвай 61 маршрута, к одной из промежуточных — канатная дорога, а к другой конечной — зубчатая железная дорога, ведущая к дальнейшим достопримечательностям. На главной станции Hűvösvölgy находится музей детской железной дороги, рассказывающий о её истории.

## История

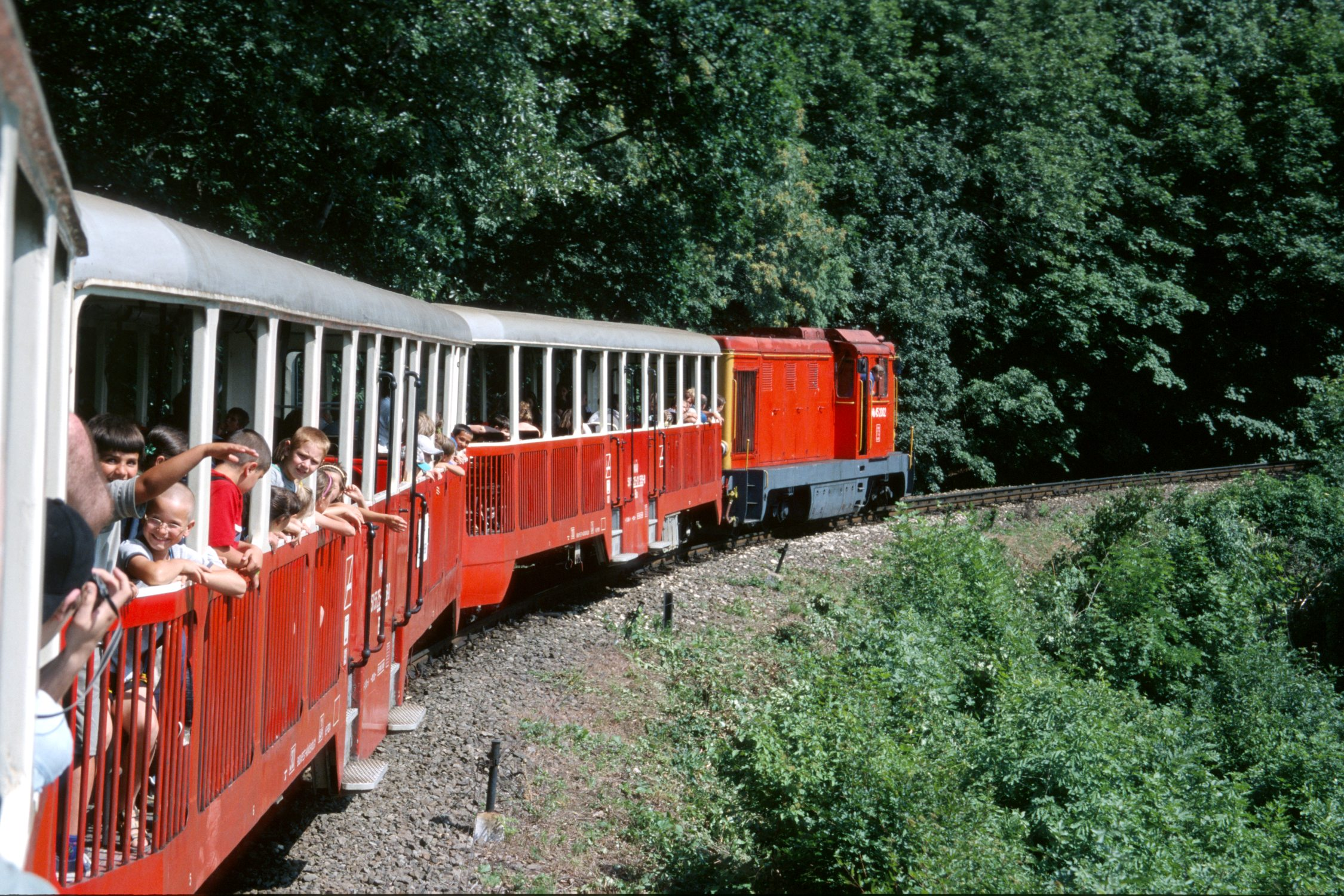
Детская железная дорога в Будапеште

Идея строительства детской железной дороги в Будапеште возникла почти сразу после окончания войны, по примеру Советского Союза. При поддержке управления Венгерских железных дорог инженерами и студентами Технического института в Будапеште 11 апреля 1948 года было начато строительство первой очереди дороги. Путь длиной 3,2 км протянулся от главной станции Széchenyi-hegy, где располагалось локомотивное и вагонное депо, до станции Előre с двумя промежуточными станциями. К открытию на дорогу были доставлены пассажирские автомотрисы.
Через год дорога была удлинена на 3,6 км, и ещё через год — на 4,4 км. Одновременно были и завершены работы по достройке депо. Таким образом, третья очередь была открыта 19 августа 1950 года, и дорога достигла своей теперешней длины. Вот список станций дороги:
Станция (расстояние от Széchenyi-hegy)
- Széchenyihegy (0 км) — Пересадка на автобусные линии и трамвай № 60 (железная дорога на рейчатом колесе)
- Normafa (0,8 км)
- Csillebérc (1,7 км)
- Virágvölgy (3,0 км)
- Jánoshegy (4,5 км) — Пересадка на канатную дорогу Libegő
- Szépjuhászné (6,7 км)
- Hárshegy (8,7 км)
- Hűvösvölgy (11,2 км) — Пересадка на трамваи № 56, 56А, 59В, 61 — в сторону Széll Kálman ter M, автобусные линии, выход к музею Детской железной дороги

Станции Normafa и Vadaspark некоторые поезда проходят без остановки.
В 80-х годах произошло обновление подвижного состава — автомотрисы были заменены на тепловозы и вагоны. Чуть позже на дороге появился вагон-салон, который можно было заказывать, что ещё более увеличило популярность дороги.
Падение соцстроя дорога пережила относительно спокойно — не было даже разговоров о возможном её закрытии, в отличие от многих других бывших соцстран, и нашлось достаточно энтузиастов, готовых оказывать ей помощь и поддержку.

## Современность

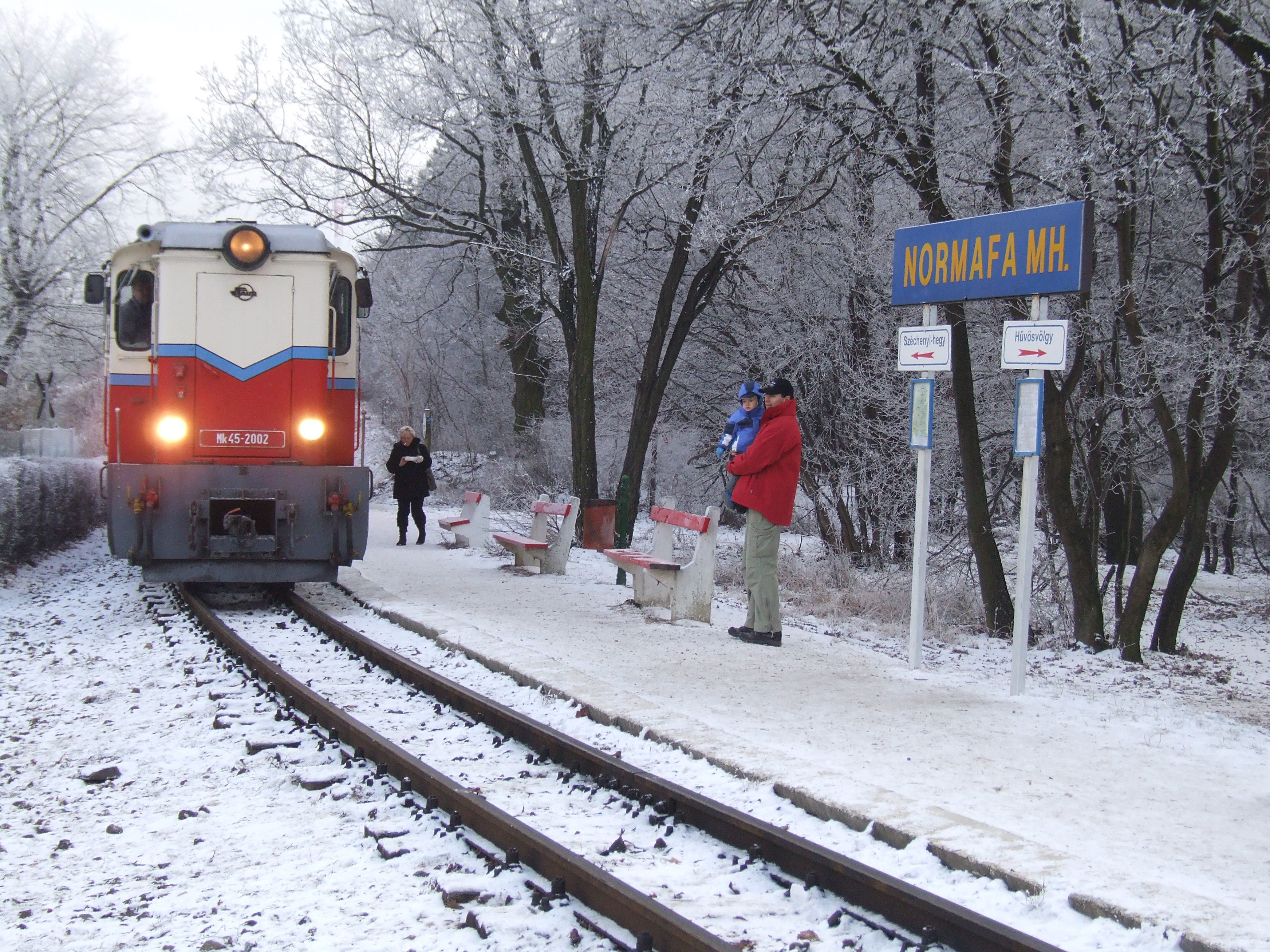
Детская железная дорога зимой

В настоящее время на дороге эксплуатируются: шесть тепловозов серии Mk45 румынского производства, два паровоза серии MÁV 490, восемь закрытых и восемь открытых вагонов, две раритетные автомотрисы, несколько грузовых вагонов, три вагона-салона и несколько специальных исторических вагонов. Дорога работает каждый день летом и каждый день, кроме понедельника, с сентября по апрель, с 9 до 16 часов. Дети 10-14 лет выполняют практически все операции по эксплуатации дороги, за исключением управления локомотивом, что отличает её от российских ДЖД, работая со средним интервалом 15 дней. В 2007—2009 годах дети ездили по обмену опытом на слёт юных железнодорожников на Украину, также и украинские юные железнодорожники приезжали к своим коллегам в Будапешт.